# قمری جنگلی نوک‌سیاه
قمری جنگلی نوک‌سیاه (نام علمی: Turtur abyssinicus) یک گونه قمری است که پرنده ساکن در یک کمربند در سراسر آفریقا درست در جنوب صحرای صحرا است.
این گونه در نزدیک بیابان، بوته‌ها و ساوانا فراوان است. روی درختی که اغلب اقاقیا است آشیانه چوبی می‌سازد و دو تخم کرم‌رنگ می‌گذارد. پرواز آن سریع است، با ضربان‌های منظم و گهگاه تکان‌دادن تند بال‌ها که به‌طور کلی از ویژگی‌های کبوترها است و تمایل به پایین ماندن دارد.
قمری‌های جنگلی نوک‌سیاه علف و سایر دانه‌های کوچک را می‌خورند. آن‌ها کاملاً زمینی هستند و معمولاً روی زمین تغذیه می‌کنند. آن‌ها چندان گروهی نیستند، اما دسته‌های بزرگی در چاله‌های آبی تشکیل می‌دهند.